# Obdurodon sudamericanum
Obdurodon sudamericanum — вимерлий вид однопрохідних ссавців родини Качкодзьобові (Ornithorhynchidae). Вид спочатку був описаний як Monotrematum sudamericanum, проте зараз його відносять до роду  Obdurodon. Скам'янілі рештки знайдені поблизу міста Пута-Пелігро у провінції Чубут у Патагонії, (Аргентина). Вид існував у палеоцені,  61 млн років тому.